# 20586 Elizkolod
A 20586 Elizkolod (ideiglenes jelöléssel 1999 RR160) a Naprendszer kisbolygóövében található aszteroida. A LINEAR projekt keretében fedezték fel 1999. szeptember 9-én.